# Emanuel Friedrich Wilhelm Ernst Follenius
Emanuel Friedrich Wilhelm Ernst Follenius (* 28. Januar 1773 in Ballenstedt; † 5. August 1809 in Insterburg) war ein deutscher Schriftsteller.

## Leben
Follenius studierte ab 1793 in Wittenberg Rechtswissenschaften und Kameralistik, war danach Kanzleigehilfe der Fürstlich Bernburgischen Kanzlei in Ballenstedt, dann Referendar am Landes-Justiz-Kollegium in Magdeburg, dann Assessor des Hofgerichts in Bromberg und schließlich Hofgerichtsrat in Insterburg.
Bekannt wurde er vor allem durch eine Fortsetzung des Fragment gebliebenen Romans Der Geisterseher von Friedrich Schiller.

## Werke
- Der Geisterseher. Aus den Papieren des Grafen von O**. Zweiter und dritter Theil. Von X** Y** Z*. Straßburg bey Grünefeld (d. i. Barth, Leipzig 1796)
- Johnson oder der edle Taschenspieler. Aus den Memoiren des Grafen von O**. Von X** Y*** Z*. Leipzig 1798
- Die Milchbrüder Ferdinand und Ernst oder Geschichte zweyer Freunde. Aus den Papieren derselben gezogen von X** Y*** Z*. Berlin 1798/1799
- Franz Damm, oder der Glückliche durch sich selbst. 1799–1800.
- Das silberne Glöckchen. Von Federigo Ardenno. Berlin 1804